# Георги Кардашев
 Тази статия е за футболиста Георги Кардашев.  За политика вижте Георги Кардашев (политик).  
Георги Кардашев е бивш български футболист, нападател. Играл е за Марек (1945 – 1946, 1954 – 1956) и Левски (София) (1947 – 1953). Има 95 мача и 39 гола за Левски в шампионата. С отбора на Левски е четирикратен шампион на България: 1947, 1949, 1950 и 1953 и трикратен носител на Купата на Съветската армия: 1947, 1949 и 1950 г. Има 3 мача за „А“ националния отбор.